# Somawangi
Somawangi este un sat din Indonezia. Are o populație de 7.355 locuitori.